# Ludwig Luer
Ludwig Luer – as lotnictwa niemieckiego z 6 zwycięstwami w I wojnie światowej.

## Życiorys
Do eskadry myśliwskiej Jagdstaffel 27 został przydzielony z AFP 4 7 marca 1917 roku. W sierpniu 1917 został promowany na stopiń oficerski podporucznika. W Jagdstaffel 27 pierwsze zwycięstwo odniósł 14 sierpnia nad balonem obserwacyjnym na zachód od Ypres. Do końca 1917 roku miał na swoim koncie 4 potwierdzone zwycięstwa powietrzne.  Na początku stycznia 1918 roku Luer został przeniesiony do nowo utworzonej eskadry Jagdstaffel 62 na stanowisko jej pierwszego dowódcy. Po osiągnięciu przez jednostkę gotowości bojowej wyruszył z nią na front i odniósł swoje piąte nadające mu status asa zwycięstwo 22 kwietnia 1918 roku. Ostatnie, 6. zwycięstwo odniósł 16 maja nad samolotem Spad. 22 maja został ranny i do 1 lipca przebywał w szpitalu. Po powrocie do jednostki obowiązki jej dowódcy pełnił tylko przez 7 dni i z powodu pogorszenia stanu zdrowia został przeniesiony do rezerwy.

## Odznaczenia
- Krzyż Żelazny I Klasy
- Krzyż Żelazny II Klasy